# Jordbävningsljus
Jordbävningsljus betecknar ljusfenomen som syns på himlen före, under eller efter kraftiga jordbävningar. Det har funnits rapporter om fenomenet ända sedan antiken, men forskare avfärdade länge berättelserna som mindre trovärdiga. Mot slutet av 1900-talet började det emellertid komma allt mer fotodokumentation och idag menar de flesta geofysiker att jordbävningsljus existerar. Det finns dock enbart hypoteser kring hur ljusen uppkommer.

## Historik
Sporadiska beskrivningar av oförklarade ljusfenomen i atmosfären i samband med jordbävningar har funnits sedan antiken i Europa. Exempelvis berättar Seneca att när den grekiska staden Helike förstördes av en jordbävning år 373 f.Kr. syntes ”ofantliga pelare av ljus”.
Den moderna vetenskapen avfärdade länge dessa äldre skildringar. Man menade att ljusen man såg kunde ha andra orsaker, såsom åska eller bränder, vulkanism, norrsken eller – i senare tid – överslag från kraftledningar. Man pekade också på att de rapporterade fenomenen ofta skiljde sig mycket från varandra eller att de byggde på andrahandsuppgifter. Dessutom var det svårt att finna trovärdiga fysikaliska orsaker till det som rapporterades.
Sedan 1960-talet har övervakningskameror, mobiltelefoner och andra instrument övertygat flertalet geofysiker om att många vittnesmål är genuina, även om det finns forskare som anser att det fortfarande saknas säkra bevis. En grupp amerikanska forskare menade 2014 i en rapport att även många äldre observationer – 1600-talet och framåt – är trovärdiga.

## Beskrivning
Jordbävningar är vanligast i områden där två tektoniska plattor möts, men där är jordbävningsljus sällsynta. I stället syns ljusfenomenen oftast vid skalv i närheten av sprickdalslandskap där jordskorpan för länge sedan dragits isär.
Det finns många olika slag av rapporterade ljusfenomen i närheten av en jordbävnings epicentrum. Ljuset kan uppträda före, under eller efter skalvet. Ibland syns ljuset bara några sekunder, ibland under minuter eller timmar.
J.S. Derr m.fl. nämner sex olika slag:
- Seismiska blixtar. Liknar blixtar från vanliga åskväder men går från marken och ett par hundra meter uppåt[4]. Urladdningen varar i regel 150 ms, betydligt längre än vanliga blixtar.
- Ljusa stråk påminnande om norrsken.
- Svävande lysande klot, stillastående eller fasta. Påminner om klotblixtar.
- Flimrande eldtungor vid marken. Påminner om irrbloss.
- Seismiska ”flammor” som stiger upp från marken.
- Ljus som påminner om en koronaurladdning.

Andra källor nämner:
- Strimmor av kraftigt blått ljus tvärs över himlen (Acapulco 2021).[9]
- Infrarött ljus och radiovågor före skalv.[10]
- "Markglöd” (Kina 1975).[11]

## Möjlig förklaring
Det finns inga säkra förklaringar till de olika ljusfenomenen, endast teorier. En teori som ofta nämns har utarbetats av geofysikern Friedemann Freund och bygger på omfattande laboratorieexperiment.
När vissa orenheter eller defekter i bergarternas kristaller sätts under mekanisk påfrestning genereras elektricitet i form av rörliga kvasipartiklar, positiva hål. Sådana finns latent i vanliga bergarter i form av peroxider, O3Si/OO\SiO3, ofta vid gränsen mellan två mineralkorn. Peroxidgruppen, /OO\ eller O22-, kan också överbrygga gränsen och alltså förena två korn. Före eller under ett jordskalv byggs spänningar upp som gör att mineralkorn rör sig relativt varandra. Peroxidbindningen kan därvid brytas och det bildas fria laddningsbärare i form av elektroner och positiva hål. Elektroner och hål återförenas omgående men samtidigt bildas nya par av laddningsbärare och många av hålen hinner lämna området med hög hastighet, upp emot 100 m/s.
Hålen bildar en elektrisk ström som genererar magnetfält.
När de positiva hålen når markytan skapar de fältstyrkor som är tillräckligt höga för att jonisera luftmolekyler och framkalla koronaurladdningar och annat jordbävningsljus. Vid ytan kan hålen också återförenas med elektroner till nya peroxidbindningar, varvid det bildas ett karaktäristiskt infrarött ljus.
Freunds teori om positiva hål kan bidra till förståelsen av observationer man gjort i ett område före jordbävningar, bland andra:
- Förändringar i markens elektriska ledningsförmåga.
- Geomagnetiska avvikelser orsakade av jordströmmar.
- Djur som beter sig ovanligt på grund av förändrade elektromagnetiska förhållanden.

Om teorin är korrekt kan den bidra till säkrare förutsägelser av kommande jordbävningar.